# Morrellrevet
Morrellrevet eller Morrell Reef är ett rev som ligger utanför Bouvetöns sydöstra kust, omkring 0,7 km från Kap Fie. Det kartlades först 1898 av en tysk expedition under ledning av Carl Chun. Den norske kaptenen Harald Horntvedt (1879–1946) kartlade på nytt revet i december 1927 under Norvegia-expeditionerna. Det namngavs efter kapten Benjamin Morrell, en amerikansk sälfångare som besökte den nordvästra sidan av Bouvetön 1822 med skeppet Wasp. Han kan möjligtvis ha varit den första att landstiga på ön.